# Coro (opera)
Nella struttura di un'opera lirica, oltre alla presenza dei personaggi principali e secondari, è prevista quella del coro.
Esso può avere diverse funzionalità drammaturgiche: rappresentare la collettività (intesa come un gruppo di sacerdoti, contadini, ninfe dei boschi ecc.) che commenta le azioni dei protagonisti o crea la cornice sociale per l'ambientazione delle vicende narrate. Può anche rappresentare la voce del popolo, inteso come personaggio, che lotta coeso contro le forze esterne avverse, quali il Male o la dominazione di un invasore straniero.
I coristi possono cantare all'unisono o dividersi in due, tre o spesso quattro parti vocali differenti. La divisione classica delle voci è caratterizzata dai registri di Soprano, Contralto, Tenore e Basso. Occasionalmente la divisione di un brano corale d'opera può consistere in cinque, sei, sette o otto parti differenti, scindendo le voci in due o più sottogruppi (es. Sop.1 e Sop.2 ecc.).

## Il coro nella storia dell'opera

### Dal XVII al XVIII secolo
Con l'esordio dell'opera fiorentina del 1600, i cori assunsero un ruolo importante, soprattutto nell'offrire una variante al prevalere della monodia del recitar cantando. I brani d'opera corali dell'epoca, fiorentini, romani e mantovani, ereditarono dal Madrigale la loro forma (ad esempio il Ahi, caso acerbo de L'Orfeo di Claudio Monteverdi del 1607). Potevano inoltre avere forma strofica, dove le strofe identiche musicalmente venivano ritornellate da sezioni strumentali (ad esempio Vanne Orfeo sempre dell'Orfeo di Monteverdi): in questo caso, i coristi cantavano divisi in quattro voci, in stile omofonico.
Le funzioni drammaturgiche del coro d'opera barocco erano per lo più quelle di commento alle situazioni, di supporto ai protagonisti, di esprimere emozioni condivise da tutti, di accompagnare i numeri di danza.
A Roma, intorno alla metà del secolo, il coro era ancora una delle regolari componenti dell'opera, spesso chiudendo gli atti o fungendo da finale, strutturato in forma di lunghi concertati (ad esempio il finale del Palazzo incantato di Luigi Rossi del 1642). Diversamente, nello stesso periodo ma a Venezia, il coro ebbe un'importanza decisamente marginale, ritenuto un optional troppo costoso dagli impresari dei teatri a pagamento.
Una sorte diversa spettò ai cori d'opera francesi, che divennero una caratteristica fondamentale sia delle tragédies lyriques sia degli altri generi operistici principali, come l''opéra-ballet, a partire da Jean-Baptiste Lully. Nell'opera francese, il compositore combinava insieme effetti prodotti dal canto monodico, dalla danze, dai cori omofonici e dalle spettacolari macchine sceniche. Sulla base della convinzione che la Francia non generasse contralti, essi venivano sostituiti nei cori dai tenori acuti chiamati haute-contre. Fino all'Ottocento, pertanto, la struttura del coro francese risultò composta da: soprani (dessus), tenori contraltini (hautes-contre), tenori (tailles) e bassi. Tali strutture drammaturgiche rimasero in vigore anche nel secolo successivo, largamente utilizzate da Jean-Philippe Rameau. 
In Inghilterra, i cori d'opera di Henry Purcell derivavano dai madrigali cinquecenteschi italiani e dall'esempio francese: cori strofici e a canone coesistevano con i modelli francesi di rondeaux coro-solo (ad esempio Dido and Aeneas, 1689). In seguito, nel XVIII secolo, le opere di Haendel presentavano solo il coro finale, cantato in forma di concertato dai protagonisti.
A seguito della riforma d'opera, di primo Settecento, voluta dagli Accademici dell'Arcadia tra cui i poeti Apostolo Zeno e Pietro Metastasio e dalla scuola degli operisti napoletani, tra i quali Alessandro Scarlatti e Giovanni Battista Pergolesi, i cori scomparvero rapidamente dagli impianti drammaturgici.
Con la generazione successiva, però, gli operisti iniziarono a integrare il modello napoletano post-riforma con quello francese. I cori divennero perciò, una particolarità distintiva della produzione operistica italiana degli anni sessanta - Settanta. Tale formula si espanse subito in altre parti d'Europa: a Parma, Tommaso Traetta compose una serie di Opere serie i cui libretti erano desunti da quelli di Lully e Rameau e conseguirono successo in tutta Europa. L'opera d'ispirazione francese di quegli anni fu eseguita alla corte di Vienna, in quella di Prussia, di Sassonia e in quella di Baviera, fino a raggiungere San Pietroburgo. Tra i compositori di questo periodo troviamo: Niccolò Piccinni, Traetta, Baldassare Galuppi, Giuseppe Sarti, Giovanni Paisiello, Domenico Cimarosa. Qui i cori appaiono singolarmente, in combinazione con solisti e insiemi orchestrali e come componenti di scene spettacolari, introduzioni, scene complesse e finali.
Dopo il 1780 il coro fu re-integrato all'interno delle rigide strutture della riforma dell'opera seria metastasiana. Con l'Alceste di Gluck (1786), il coro conobbe il momento di maggior coesione con l'azione drammaturgica. Nell'Orfeo ed Euridice di Gluck, invece, effetti speciali, pantomime e danze vengono sapientemente uniti in un unico meraviglioso spettacolo.
Dopo il 1790 essi vennero ripresi anche dell'opera italiana, fino a divenire un elemento abituale, dopo quasi cento anni di assenza.

### Il XIX secolo
Con il XIX secolo i brani corali cominciano a raggiungere popolarità singolarmente. Tra i primi a ottenere notorietà si ebbero: il Coro dei Bardi ne La donna del lago di Gioachino Rossini (1819), il Coro delle Tenebre del Mosè in Egitto di Rossini (1818) e il Coro dei Cacciatori in Der Freischütz di Carl Maria von Weber (1821). Per quanto riguarda il Grand opéra francese, le scene corali furono una componente essenziale. Gaspare Spontini ne usò in gran quantità, abitualmente. Giacomo Meyerbeer coniò una formula di Grand-Opéra che introduceva al suo interno dei sistemi di due cori in antitesi, come ad esempio quelli de Les Huguenots (1836), utilizzati poi come modello da Giuseppe Verdi per Les Vêpres siciliennes (1855) e per l'Aida (1871) e da Richard Wagner nel Rienzi (1842). Nell'opera italiana prima del 1870 in molti casi si ebbe la seguente redistribuzioni delle voci: due soprani, due tenori e due bassi. Le voci maschili, in alcuni casi, erano di numero superiore a quelle femminili, creando dei cori doppi (ad esempio il Qual v'ha speme della Giovanna d'Arco di Verdi del 1845); alcune opere serie contenevano solo cori maschili come il Tancredi di Rossini (1813) e Il barbiere di Siviglia (1816), il Torquato Tasso di Gaetano Donizetti (1833) e il Rigoletto di Verdi (1851).
In generale, la maggior parte delle Opere dell'Ottocento, in qualsiasi lingua, inizia con una scena corale, all'interno della quale spesso erano previste una o più parti di assolo. In questo periodo, infatti, le masse corali svolgevano la funzione di definire l'atmosfera delle vicende narrate, o di creare il fondamento per poi lanciare la prima aria del protagonista, chiamata Cavatina.
Nelle opere di spiccata tendenza nazionalistica, in cui l'eroe non era rappresentato da un singolo ma da un'intera popolazione, il coro ebbe un ruolo da protagonista. Wagner affidò un ruolo importante al coro soprattutto nella prima parte della sua produzione: Tannhäuser (1845) e il Lohengrin (1850). In Der Ring des Nibelungen (1869- 1870), l'uso del coro fu drasticamente limitato.
Con le scuole nazionali, le esigenze di rappresentare i sentimenti patriottici richiesero un ritorno massiccio all'uso del coro "protagonista". Musorgskij lo userà per il suo Boris Godunov (1869-1874), rendendogli un evidente carattere nazionalista. Rimskij Korsakov fece uso del coro per le sue opere serie, allo stesso modo Smetana e Borodin, quest'ultimo ricordato per le masse corali del suo Il principe Igor. Caratteristica principale di questi brani corali era l'evocazione di atmosfere appartenenti ai paesi lontani descritti nelle Opere, attraverso l'uso delle lingue nazionali e di canti popolari autentici. Nel Principe Igor è presente un unico caso di balletto corale su una danza polovesiana originale; Čajkovskij, nel Cherevichki (1887) utilizza melodie popolari ucraine. Nel Boris Godunov ritroviamo canti slavi per la scena dell'incoronazione.
Verso la fine del secolo, con il Verismo, in Italia la sorte del coro iniziò a declinare. Sono, però, da citare i famosi: Inno di Pasqua della Cavalleria rusticana di Pietro Mascagni e l'Inno al sole dell'Iris.
Giacomo Puccini farà uso del coro soprattutto per evocare atmosfere esotiche, ricordiamo i cori di Turandot e il famoso Coro a Bocca Chiusa della Madama Butterfly.

#### Funzione sociale nell'Ottocento italiano: il Risorgimento e il melodramma
Nell'Ottocento il melodramma in Italia rappresentò il genere musicale più apprezzato e seguito in assoluto. Per la maggior parte della popolazione, l'interesse per la musica s'identificò quasi completamente con l'apprezzamento dell'opera. Antonio Gramsci ad esempio affermerà che l'unica forma di teatro nazional-popolare è rappresentata proprio dal melodramma.
In effetti, l'amore per il teatro d'opera del primo Ottocento è riconducibile a due fattori; il primo di ordine sociologico: i teatri rappresentavano gli unici luoghi d'incontro non solo per l'aristocrazia ma anche per i ceti borghesi e, in minor parte, popolari. Il secondo di natura culturale: le Opere di quegli anni furono in grado di rispecchiare le correnti di pensiero, i gusti e soprattutto gli ideali politici di quella società.
Nel periodo che va dal 1847 al 1860, chiamato Risorgimento, il popolo italiano lottò duramente per espellere gli invasori stranieri dal proprio territorio e per riorganizzarsi all'interno dei propri confini, in un unico Stato indipendente. Gli ideali politici dell'epoca erano ispirati a quelli liberali derivanti dall'Illuminismo e dalla Rivoluzione francese e quelli fortemente patriottici dovuti alle correnti di pensiero romantiche. L'opera giocò un ruolo determinante nel promulgare questi ideali, date le sue potenti influenze sulla società dell'epoca. Il Chi per la patria muore, tratto dall'opera di Saverio Mercadante Donna Caritea (1826), fu cantato dai patrioti che si unirono alle prime insurrezioni, capeggiate dai fratelli Bandiera, affrontando con coraggio i plotoni di esecuzione austriaci.
Degli anni quaranta sono i cori all'unisono creati da Verdi, tra cui il celebre Va pensiero tratto dal Nabucco (1842), grazie al quale gli italiani si immedesimarono con il popolo ebreo che lotta contro i babilonesi e inneggia alla libertà, fino a diventare un inno delle rivoluzioni di quegli anni. Altri cori verdiani celebri furono O Signore, del tetto natìo da I Lombardi alla prima crociata (1843) e Si ridesti in Leon di Castiglia dall'Ernani (1844), ognuno di questi ispirati agli ideali risorgimentali italiani.

### Il XX secolo
Tra i compositori del XX secolo che hanno fatto un uso esteso del coro, troviamo Richard Strauss, Benjamin Britten, Francis Poulenc e Sergej Prokof'ev. Tuttavia le funzioni drammaturgiche affidate al coro rimangono per lo più invariate rispetto ai secoli precedenti. Britten usa solo un coro maschile nel Coro dell'equipaggio della nave del Billy Budd (1951), mentre Poulenc e Puccini usano solo cori femminili per le loro rispettive Dialogues des Carmélites (1957) e Suor Angelica (1918). Ancora Britten, in The Rape of Lucrezia (1946), usa cori femminili e cori maschili per commentare le azioni in scena, riprendendo la consuetudine in voga nelle tragedie greche. La stessa funzione drammaturgica ha il coro maschile dell'Oedipus Rex (1928) di Igor' Stravinskij.